# Roeder (vogtländisches Adelsgeschlecht)

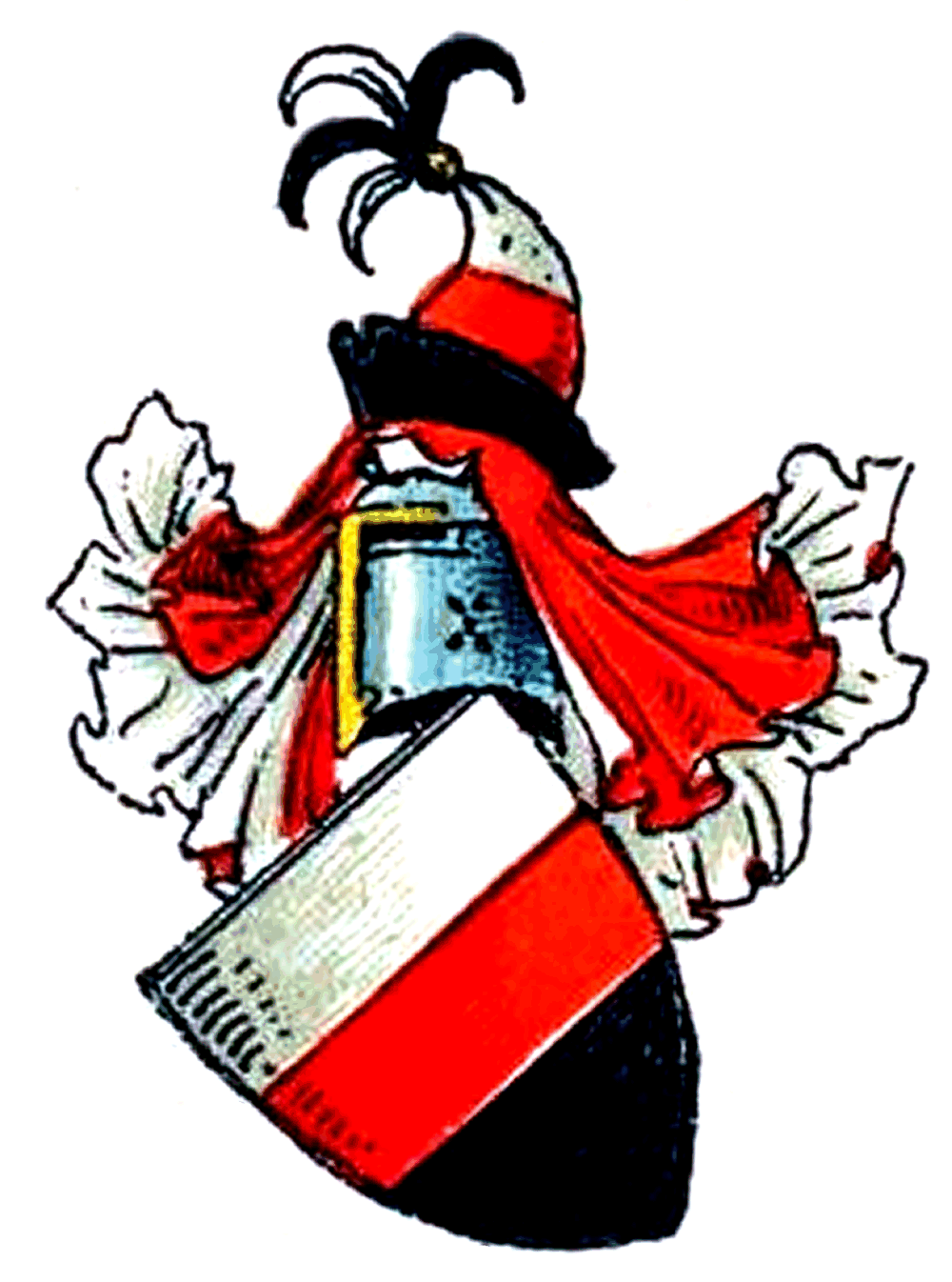
Wappen derer von Roeder

Roeder ist der Name eines vogtländischen Uradelsgeschlechts mit dem vermuteten Stammhaus Rodau bei Plauen.
Das Geschlecht ist nicht zu verwechseln mit den gleichnamigen anhaltischen von Röder (Roeder), dem aus Unterfranken stammenden Briefadelsgeschlecht, dann in Schlesien ansässigen von Roeder und dem badischen Uradelsgeschlecht der Roeder von Diersburg.

## Geschichte
Das Geschlecht erscheint urkundlich erstmals 1333 mit dem Ritter Heinrich Roder und beginnt seine ununterbrochene Stammreihe mit Hans Roeder († 1418) auf Ober-Pöhl, der 1401 urkundlich Erwähnung findet. Ab 1419 bestanden zwei Herrensitze in Pöhl, von denen der untere Friedrich von Kospode gehörte, der obere Hans Roeder. Nachdem die Familie von Roeder im Jahr 1581 das untere Rittergut von Siegmund von Dölau gekauft hatte, begründeten sie unter Vereinigung beider Herrensitze das Rittergut Pöhl. Der Familienbesitz ging infolge des Aussterbens der dortigen Roeder im Mannesstamm und durch Heirat 1809 an die Familie von Bodenhausen aus Brandis über.
Im 16. Jahrhundert sind sie auf Rodau bei Plauen ansässig; allerdings ist unklar, ob sie von dem dort 1224 in einer Schenkungsurkunde des Weidaer Vogtes Heinrich IV. erwähnten Zeugen Cunrado de Rode abstammen. Der ursprüngliche Ortsname Rode ist aller Wahrscheinlichkeit auf deutsche Siedler zurückzuführen, die den Wald rodeten.

## Besitzungen
- 1407. März 28. Notariatsurkunde des Johannes Rogwicz, eine Stiftung für die Kapelle in Leitlitz btr.
  - Nickel Roder zu Wolframsdorf,
  - Hans und Heinz Roder zu Weißendorf,
  - Eberhard und Conrad Roder zu Kirschkau
  - und Nickel Roder zu Rodersdorf, als Lehnsherren der Kapelle in Leitlitz, treffen mit Conrad von Tribis, Altarist zu Leitlitz, ein Abkommen über die Gedächtnisfeier der Familie Roder.[2]
- 1418. April 7., Frau Agnes von Elsterberg leiht Hansen Schmid den Hof zu Ruppertsgrün, den er von Heinz und Hans Roder erkauft und den Heinz Roder selbst erbaut und bewohnt hat. — HStA Dresden Witt. Archiv Vogtl. Sachen Bl. 13. Kopie.[3]
- 1430. August 15., Hans Roder zu Pöhl bekennt, dass ihm Jacoff Polther, der Zeit Bürgermeister, Franz Schubrecht und Franz Meideler, der Zeit Altarleute zu Elsterberg, ein Gut zu Sachswitz, das Heinz Peters Hof und Gut ist, um 55 rheinische Gulden abgekauft haben.[4]
- 1438 Juli 14, Weimar. Landgraf Friedrich der Jüngere in Thüringen gestattet, dass die gestrengen Fulkel, Hans und Heinz Roder, Gebrüder, zu Pöhl gesessen, alle ihre vom Landgrafen zu Lehen gehenden Güter in der Pflege Elsterberg, die sie deswegen aufgelassen haben, ihrem Schwager, dem gestrengen Curt Griß, für 200 rheinische Gulden pfandweise bis zur Wiederlösung verschreiben. — Regesten Raab I 382.
- 1441 Mai 15, Zwickau. Kurfürst Friedrich von Sachsen leiht Janen Roder ein Gut zu Neudörfel (Newendorf) und vier Güter zu Ruppertsgrün, sowie ein Wasser an der Elster oberhalb Elsterbergs über dem Steine mit Äckern, Wiesen, Wäldern und allen Zugehörungen. — Regesten Raab I 415.
- 1458, Wilhelm Roder hat zu Herlasgrün (Herlingsgrüne) eine Herberge, die Bauerngut ist und die seine Mutter bewohnt, einen Hof, halb Bauern-, halb Rittergut, das von einem Vorwerk dazu geschlagen ist. Dafür zinst er 1½ Scheffel Hafer, während sein Vater 12 Groschen jährlich auf das Schloss Zwickau gesteuert hatte; Hans Roder hat 16 Männer in der Pflege Elsterberg, die ihm 6 Schock 4 Groschen zinsen.[5]
- 1531 November 27. wird Hans Röder zu Burkersdorf von Heinrich dem Älteren mit etlichen Gütern zu „Wolfferstorff und Wolschendorff“ beliehen. Über diese Güter legte Hans Röder 1533 ein Lehnbuch an, welches nach seinem Tode 1539 von seinen Söhnen Oswald und Stolanus bis 1559 fortgeführt wurde. Ein weiteres Lehnbuch des Stolanus Röder, der neben seinen Brüdern Oswald und Egidius 1544 mit diesen Gütern „zu Wolfferstorff und Wolschendorff“ beliehen wurde, umfasst die Jahre 1546 bis 1564. Für Kleinwolschendorf steht in beiden Büchern „Wolschendorf(f)“. Langenwolschendorf als Sitz des Röderschen Erbgerichtes ist in sehr vielen Einträgen in verschiedenen Schreibarten genannt: „Wolfferstorff“, „Lange(n)wolfferstorff“, „Lange(n)bolferstorff“, „Langenwolffdorff“ und 1563 einmal „Langenwolschendorff“.[2]
- Rittergut Burkersdorf bei Weida
  - Der Roeder; 1445
  - Die Roders; ab 1483
  - Heinrich Roder; 1485, 1498
  - Hans Roder; 1527 bis 1537
  - Oswald und Stolanius Roder; 1551
  - Oswald Roder; 1557, 1570
  - Hans Georg Joachim Roeder; 1578, 1591
  - Hans Balthasar Roder; verkauft das Rittergut Burkersdorf 1603 an Jakob von Grünthal

## Wappen
Das Wappen ist von Silber, Rot und Schwarz geteilt. Auf dem Helm mit rechts rot-silbernen, links schwarz-silbernen Helmdecken ein wie der Schild bezeichnetes Schirmbrett (oder ebenso bezeichneter Zinnenturm oder Spitzhut) zwischen einem offenen, gleichfalls geteilten Flug.
Die Familie von Roeder ist wappengleich mit dem vogtländisch-fränkischen Ministerialengeschlecht derer von Veilsdorf (oder Veils) mit Stammsitz in Veilsdorf (Landkreis Hildburghausen, Thüringen), das dort 1195 erstmals genannt wird. Denselben Wappenschild führen die wahrscheinlich auf diese Familie zurückgehenden Adelsgeschlechter von Feilitzsch, von Zedtwitz und die Egerländer Uradelsfamilie von der Heyde/Heydte, was mit einer gewissen Wahrscheinlichkeit für eine agnatische Abstammungsgemeinschaft spricht. Ähnliche Wappen (in denselben Farben, aber in unterschiedlicher Anordnung) führen die von Hundelshausen, von Machwitz, von Gößnitz, von Perglas und von Redwitz, was Ausdruck einer Wappengemeinschaft kognatisch (aber nicht unbedingt agnatisch) verwandter Familien sein kann. Eine Verwandtschaft erscheint aufgrund der Wappenähnlichkeiten und der Herkunft aus dem Grenzgebiet von Thüringen, Oberfranken und Sachsen (Vogtland) sowie dem böhmischen Egerland zumindest möglich.

Wappen der Feilitzsch
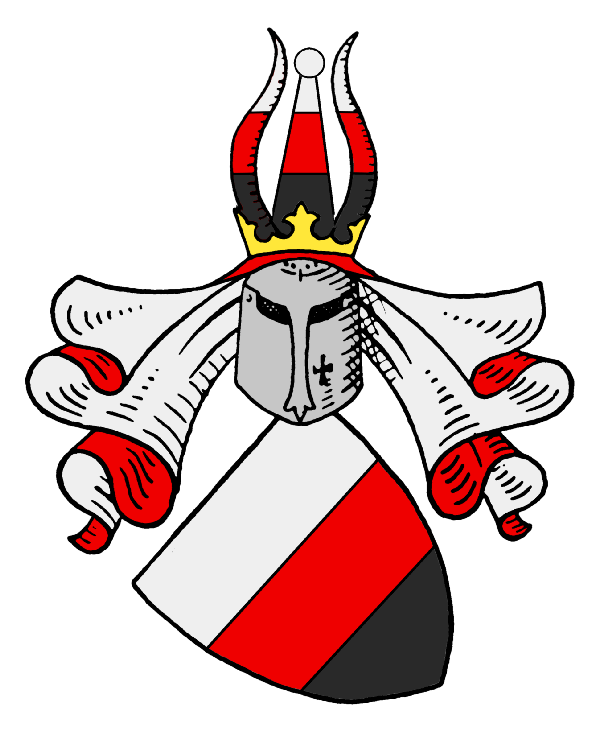
Wappen der Zedtwitz
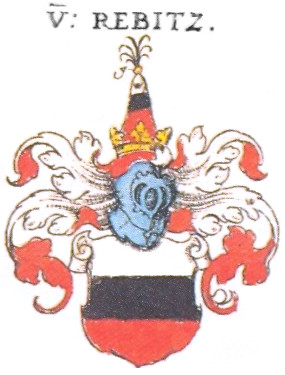
Wappen der Redwitz
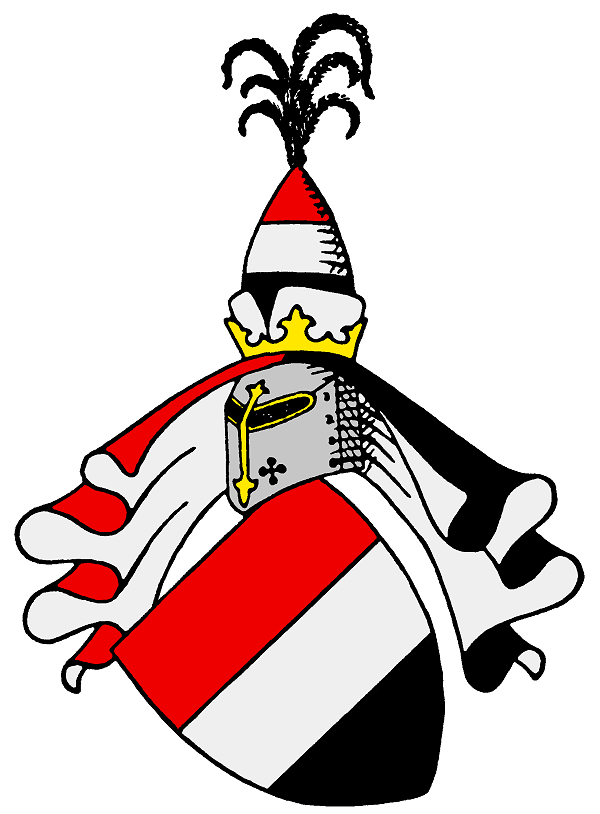
Wappen der Machwitz
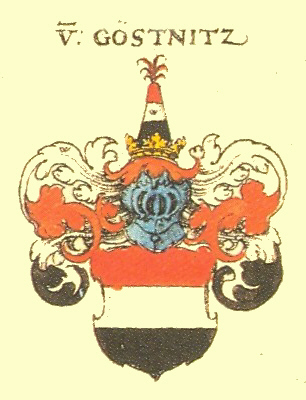
Wappen der Gößnitz
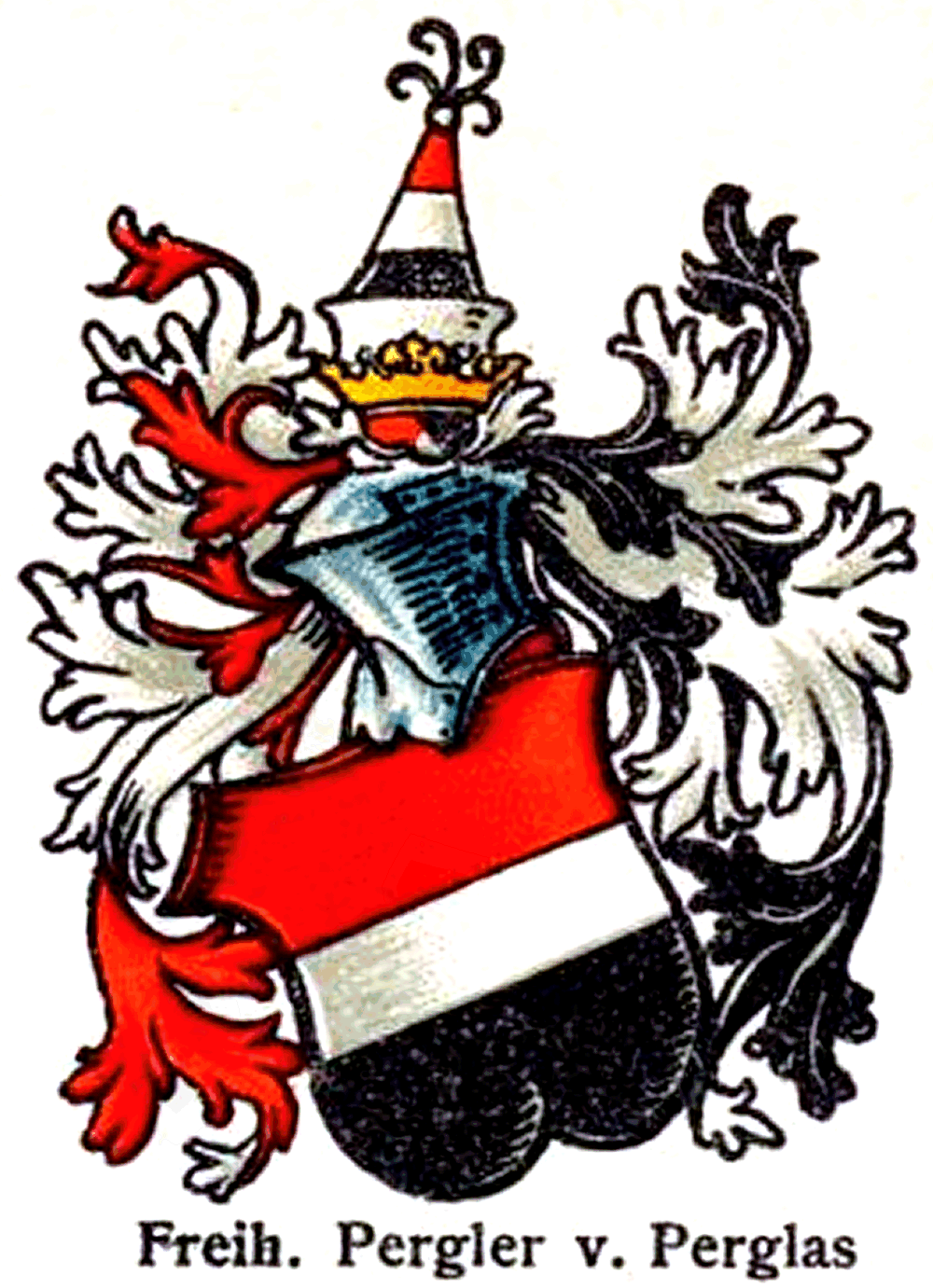
Wappen der Pergler von Perglas

## Familienangehörige
- Heinz von Röder

Am 3. Juli 1390 gibt Heinz von Röder Heinrich, Herrn von Gera, einen Lehnsrevers über Güter zu Köstritz. Heinz von Röder bekennt sich zu den schon bestehenden Lehnsbedingungen über die Güter seines Vaters und seines Onkels, Otto von Breytenbuch, der Bruder seiner Mutter, in Köstricze.
- - Als Heinz von Röder auf Pöhl wird er im Jahre 1411 als einer der Edelleute genannt, welche Heinrich der Reusse zu Vormündern seiner Kinder wählte, und Landgraf Friedrich zu Weissenfels in dieser Eigenschaft bestätigte.
  - Otto von Breytenbuch wurde als Gefolgsmann von Heinrich, Herrn von Gera, als Vormund für dessen Kinder mit eingesetzt und von den Markgrafen Friedrich und Wilhelm von Meißen bestätigt.[6]
- Albrecht von Roeder (1811–1857), deutsch-amerikanischer Soldat und Farmer[7]
- Christoph von Röder (1618–1679), preußischer Obermarschall
  - Erhard Ernst von Röder (1665–1743), preußischer Generalfeldmarschall
  - Johann Dietrich von Roeder (1672–1748), preußischer Vizepräsident und Hofrichter[8]

Dem Freiherrlichen Haus, mit zwei Familienlinien, entstammt der Bibliothekar und Offizier Friedrich von Röder (1803–1855).